# Сядристий Андрій Ігорович
Андрі́й І́горович Сядри́стий (1991—2023) — український військовослужбовець, молодший лейтенант (посмертно) Національної гвардії України, учасник російсько-української війни, що відзначився і загинув у ході російського вторгнення в Україну. Герой України (2024, посмертно). 

## Життєпис
Народився та виріс у с. Богуславка (Ізюмського району) на Харківщині. Проживав у Борівській громаді Ізюмського району.
2010 року закінчив Куп'янський професійний аграрний ліцей за спеціальністями «Тракторист-машиніст сільськогосподарського виробництва» і «Слюсар-ремонтник, водій автотранспортних засобів».
У 2011—2012 рр. пройшов строкову військову службу, потому працював у Харкові.
2014-го за мобілізацією став на захист України, протягом року боронив Луганщину у складі підрозділу Держприкордонслужби. 
2015 року прийнятий на військову службу за контрактом до 3-ї бригади оперативного призначення Національної гвардії України.
Під час російського вторгнення в Україну боронив Слобожанщину, Луганщину та Донеччину, визволяв окуповані росіянами території, воював у районі Майорська, на Бахмутському напрямку.
З липня 2023 року разом зі своїми побратимами виконував бойові завдання на Запорізькому напрямку, обіймаючи посаду командира взводу розвідки спеціального призначення. В районі с. Роботине активно брав участь у захисті позицій, знищуючи ворожу техніку та солдатів противника, і врятував життя не одному своєму побратимові.
28 листопада 2023 року під час чергової спроби російських військ штурмувати опорний пункт, А. Сядристий у ході бою знищив бойову машину піхоти ворога й ліквідував дев'ятьох російських військовиків. Крім того, надав допомогу двом пораненим побратимам і евакуював їх з поля бою. Повертаючись назад, його автомобіль був уражений із ворожого протитанкового ракетного комплексу. А. Сядристий зазнав смертельних поранень.
Залишилися дружина, маленький син і батьки.
Похований із військовими почестями на Алеї Слави у Харкові 2 листопада 2023 року. Наказом командувача НГУ посмертно присвоєно військове звання «молодший лейтенант».

## Нагороди
- Звання Герой України з удостоєнням ордена «Золота Зірка» (23 серпня 2024, посмертно) — за особисту мужність і героїзм, виявлені у захисті державного суверенітету та територіальної цілісності України, самовіддане служіння Українському народові[3].
- Орден Богдана Хмельницького ІІІ ступеня (26 липня 2023 року) — за особисту мужність і самовідданість, виявлені у захисті державного суверенітету та територіальної цілісності України, сумлінне та бездоганне служіння Українському народові[4]